# Scutellaria
Scutellaria este un gen de plante din familia  Lamiaceae.

## Specii
Cuprinde circa  178 specii.